# Open Automotive Alliance
Open Automotive Alliance (OAA) là một liên minh của các hãng sản xuất xe hơi và các công ty công nghệ nhằm mục tiêu áp dụng hệ điều hành Android lên các dòng xe hơi. Liên minh được ra mắt tại sự kiện CES vào ngày 6, tháng 1 năm 2014.

## Thành viên
| Ngày tham gia       | Hãng xe hơi | Công ty phần mềm  | Công ty bán dẫn           | Hãng sản xuất đồ điện tử |
| ------------------- | --- | ----------------- | ------------------------- | --- |
| Thành viên sáng lập | - Audi - General Motors - Honda - Hyundai | - Google          | - Nvidia                  | |
| Tháng sáu 2014      | - Volvo - Volkswagen - Suzuki - Subaru - Škoda - SEAT - Renault - Ram - Opel - Nissan - Mitsubishi - Mazda - Maserati - Kia - Jeep - Infiniti - Ford - Fiat - Dodge - Chrysler - Chevrolet - Bentley - Alfa Romeo - Acura - Abarth | - Symphony Teleca | - Freescale Semiconductor | - LG - Panasonic - Parrot - Pioneer - Renesas - Harman - JVC Kenwood - Delphi Automotive - Fujitsu Ten - CloudCar - Clarion - Alpine |